# Seznam vyhraných závodů Sebastiana Vettela ve Formuli 1

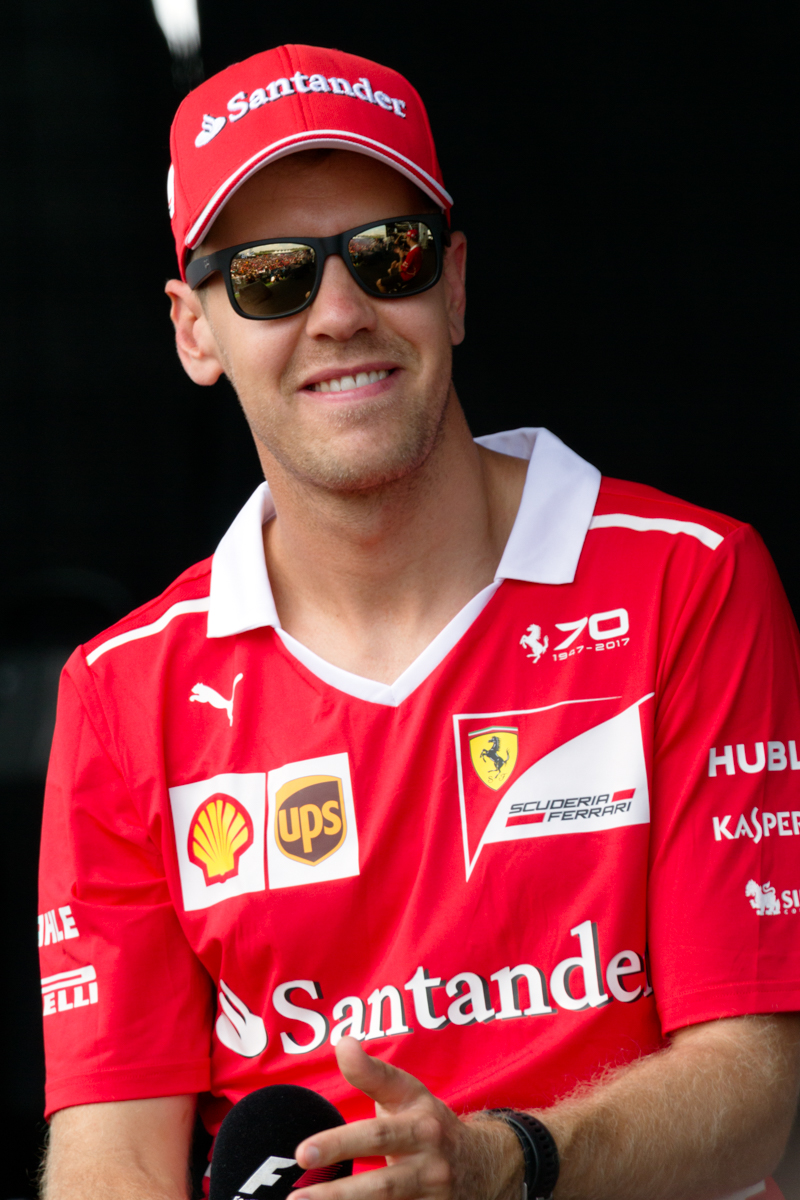
Sebastian Vettel v roce 2017

Sebastian Vettel je německý automobilový závodník, pilot Formule 1. V sezoně 2009 vystřídal v kokpitu týmu Red Bull Racing Davida Coultharda a závodil zde až do konce sezony 2014. Od roku 2015 závodí za tým Ferrari, kde nahradil Fernanda Alonsa. V sezóně 2008 závodil za tým Toro Rosso.
Od Grand Prix Turecka 2006 byl testovacím a zároveň rezervním jezdcem týmu BMW Sauber. Díky účasti v pátečním volném tréninku před touto grand prix se Vettel stal nejmladším závodníkem, který se kdy objevil v závodu formule 1, bylo mu 19 let a 53 dní. Stal se také nejmladším závodníkem v historii formule 1, který získal v závodě alespoň bod.
V letech 2010, 2011, 2012 a 2013 se stal mistrem světa.

## Výhry
Vysvětlivky
- Závod – Číslo závodu v kariéře Sebastiana Vettela. Například "22" znamená Vettelův 22. závod ve Formuli 1.
- Start – Pozice, ze které Sebastian Vettel startoval do závodu.
- Náskok – Náskok Sebastiana Vettela před jezdcem, který skončil na druhém místě.
- Žlutě – Sezóna, ve které se Sebastian Vettel stal mistrem světa.

| Počet | Závod | Datum              | Sezóna    | Velká cena                    | Okruh                          | Start    | Náskok   | Tým        | Šasi   | Motor   |
| ----- | ----- | ------------------ | --------- | ----------------------------- | ------------------------------ | -------- | -------- | ---------- | ------ | ------- |
| 1     | 22    | 14. září 2008      | 2008      | Itálie                        | Autodromo Nazionale Monza      | 1        | 0:12.512 | Toro Rosso | STR3   | Ferrari |
| 2     | 29    | 19. dubna 2009     | 2009      | Číny                          | Shanghai International Circuit | 1        | 0:10.970 | Red Bull   | RB5    | Renault |
| 3     | 34    | 21. června 2009    | 2009      | Velké Británie                | Silverstone                    | 1        | 0:15.188 | Red Bull   | RB5    | Renault |
| 4     | 41    | 4. října 2009      | 2009      | Japonska                      | Suzuka Circuit                 | 1        | 0:04.877 | Red Bull   | RB5    | Renault |
| 5     | 43    | 1. listopadu 2009  | 2009      | Abú Zabí                      | Yas Marina                     | 2        | 0:17.875 | Red Bull   | RB5    | Renault |
| 6     | 46    | 4. dubna 2010      | 2010      | Malajsie                      | Sepang International Circuit   | 3        | 0:04.849 | Red Bull   | RB6    | Renault |
| 7     | 52    | 27. června 2010    | Evropy    | Valencia Street Circuit       | 1                              | 0:05.042 |          | Red Bull   | RB6    | Renault |
| 8     | 59    | 10. října 2010     | Japonska  | Suzuka Circuit                | 1                              | 0:00.905 |          | Red Bull   | RB6    | Renault |
| 9     | 61    | 7. listopadu 2010  | Brazílie  | Interlagos                    | 2                              | 0:04.243 |          | Red Bull   | RB6    | Renault |
| 10    | 62    | 14. listopadu 2010 | Abú Zabí  | Yas Marina                    | 1                              | 0:10.162 |          | Red Bull   | RB6    | Renault |
| 11    | 63    | 27. března 2011    | 2011      | Austrálie                     | Melbourne                      | 1        | 0:22.297 | Red Bull   | RB7    | Renault |
| 12    | 64    | 10. dubna 2011     | Malajsie  | Sepang International Circuit  | 1                              | 0:03.261 |          | Red Bull   | RB7    | Renault |
| 13    | 66    | 8. května 2011     | Turecka   | Istanbul Racing Circuit       | 1                              | 0:08.807 |          | Red Bull   | RB7    | Renault |
| 14    | 67    | 22. května 2011    | Španělska | Circuit de Catalunya          | 2                              | 0:00.630 |          | Red Bull   | RB7    | Renault |
| 15    | 68    | 29. května 2011    | Monaka    | Circuit de Monaco             | 1                              | 0:01.138 |          | Red Bull   | RB7    | Renault |
| 16    | 70    | 26. června 2011    | Evropy    | Valencia Street Circuit       | 1                              | 0:10.891 |          | Red Bull   | RB7    | Renault |
| 17    | 74    | 28. srpna 2011     | Belgie    | Circuit de Spa-Francorchamps  | 1                              | 0:03.741 |          | Red Bull   | RB7    | Renault |
| 18    | 75    | 11. září 2011      | Itálie    | Autodromo Nazionale Monza     | 1                              | 0:09.590 |          | Red Bull   | RB7    | Renault |
| 19    | 76    | 25. září 2011      | Singapuru | Marina Bay                    | 1                              | 0:01.737 |          | Red Bull   | RB7    | Renault |
| 20    | 78    | 16. října 2011     | Koreje    | Korean International Circuit  | 2                              | 0:12.019 |          | Red Bull   | RB7    | Renault |
| 21    | 79    | 30. října 2011     | Indie     | Buddh International Circuit   | 1                              | 0:08.433 |          | Red Bull   | RB7    | Renault |
| 22    | 85    | 22. dubna 2012     | 2012      | Bahrajnu                      | Bahrain International Circuit  | 1        | 0:03.333 | Red Bull   | RB8    | Renault |
| 23    | 95    | 23. září 2012      | Singapuru | Marina Bay                    | 3                              | 0:08.959 |          | Red Bull   | RB8    | Renault |
| 24    | 96    | 7. října 2012      | Japonska  | Suzuka Circuit                | 1                              | 0:20.639 |          | Red Bull   | RB8    | Renault |
| 25    | 97    | 14. října 2012     | Koreje    | Korean International Circuit  | 2                              | 0:08.231 |          | Red Bull   | RB8    | Renault |
| 26    | 98    | 28. října 2012     | Indie     | Buddh International Circuit   | 1                              | 0:09.437 |          | Red Bull   | RB8    | Renault |
| 27    | 103   | 24. března 2013    | 2013      | Malajsie                      | Sepang International Circuit   | 1        | 0:04.298 | Red Bull   | RB9    | Renault |
| 28    | 105   | 21. dubna 2013     | Bahrajnu  | Bahrain International Circuit | 2                              | 0:09.111 |          | Red Bull   | RB9    | Renault |
| 29    | 108   | 9. června 2013     | Kanady    | Circuit Gilles Villeneuve     | 1                              | 0:14.408 |          | Red Bull   | RB9    | Renault |
| 30    | 110   | 7. července 2013   | Německa   | Nürburgring                   | 2                              | 0:01.008 |          | Red Bull   | RB9    | Renault |
| 31    | 112   | 25. srpna 2013     | Belgie    | Circuit de Spa-Francorchamps  | 2                              | 0:16.869 |          | Red Bull   | RB9    | Renault |
| 32    | 113   | 8. září 2013       | Itálie    | Autodromo Nazionale Monza     | 1                              | 0:05.467 |          | Red Bull   | RB9    | Renault |
| 33    | 114   | 22. září 2013      | Singapuru | Marina Bay                    | 1                              | 0:32.627 |          | Red Bull   | RB9    | Renault |
| 34    | 115   | 6. října 2013      | Koreje    | Korean International Circuit  | 1                              | 0:04.224 |          | Red Bull   | RB9    | Renault |
| 35    | 116   | 13. října 2013     | Japonska  | Suzuka Circuit                | 2                              | 0:07.129 |          | Red Bull   | RB9    | Renault |
| 36    | 117   | 27. října 2013     | Indie     | Buddh International Circuit   | 1                              | 0:29.823 |          | Red Bull   | RB9    | Renault |
| 37    | 118   | 3. listopadu 2013  | Abú Zabí  | Yas Marina                    | 2                              | 0:30.829 |          | Red Bull   | RB9    | Renault |
| 38    | 119   | 17. listopadu 2013 | USA       | Circuit of the Americas       | 1                              | 0:06.284 |          | Red Bull   | RB9    | Renault |
| 39    | 120   | 24. listopadu 2013 | Brazílie  | Interlagos                    | 1                              | 0:10.452 |          | Red Bull   | RB9    | Renault |
| 40    | 141   | 29. března 2015    | 2015      | Malajsie                      | Sepang International Circuit   | 2        | 0:08.569 | Ferrari    | SF15-T | Ferrari |
| 41    | 149   | 26. července 2015  | 2015      | Maďarska                      | Hungaroring                    | 3        | 0:15.748 | Ferrari    | SF15-T | Ferrari |
| 42    | 152   | 20. září 2015      | 2015      | Singapuru                     | Marina Bay                     | 1        | 0:01.478 | Ferrari    | SF15-T | Ferrari |
| 43    | 179   | 26. března 2017    | 2017      | Austrálie                     | Melbourne                      | 2        | 0:09.975 | Ferrari    | SF70H  | Ferrari |
| 44    | 181   | 16. dubna 2017     | 2017      | Bahrajnu                      | Bahrain International Circuit  | 3        | 0:06.660 | Ferrari    | SF70H  | Ferrari |
| 45    | 184   | 28. května 2017    | 2017      | Monaka                        | Circuit de Monaco              | 2        | 0:03.145 | Ferrari    | SF70H  | Ferrari |
| 46    | 189   | 30. července 2017  | 2017      | Maďarska                      | Hungaroring                    | 1        | 0:00.908 | Ferrari    | SF70H  | Ferrari |
| 47    | 197   | 12. listopadu 2017 | 2017      | Brazílie                      | Interlagos                     | 2        | 0:02.762 | Ferrari    | SF70H  | Ferrari |
| 48    | 199   | 25. března 2018    | 2018      | Austrálie                     | Melbourne                      | 3        | 0:05.762 | Ferrari    | SF71H  | Ferrari |
| 49    | 200   | 8. dubna 2018      | 2018      | Bahrajnu                      | Bahrain International Circuit  | 1        | 0:00.699 | Ferrari    | SF71H  | Ferrari |
| 50    | 205   | 10. června 2018    | 2018      | Kanady                        | Circuit Gilles Villeneuve      | 1        | 0:07.376 | Ferrari    | SF71H  | Ferrari |
| 51    | 208   | 8. července 2018   | 2018      | Velké Británie                | Silverstone                    | 2        | 0:02.264 | Ferrari    | SF71H  | Ferrari |
| 52    | 211   | 26. srpna 2018     | 2018      | Belgie                        | Circuit de Spa-Francorchamps   | 2        | 0:11.061 | Ferrari    | SF71H  | Ferrari |
| 53    | 235   | 22. září 2019      | 2019      | Singapuru                     | Marina Bay                     | 3        | 0:02.641 | Ferrari    | SF90   | Ferrari |

### Podle jednotlivých Velkých cen
| Počet  | Velká cena                | Roky                         | Počet výher |
| ------ | ------------------------- | ---------------------------- | ----------- |
| 1      | Grand Prix Singapuru      | 2011, 2012, 2013, 2015, 2019 | 5           |
| 2      | Grand Prix Japonska       | 2009, 2010, 2012, 2013       | 4           |
| 3      | Grand Prix Malajsie       | 2010, 2011, 2013, 2015       |             |
| 4      | Grand Prix Bahrajnu       | 2012, 2013, 2017, 2018       |             |
| 5      | Grand Prix Itálie         | 2008, 2011, 2013             | 3           |
| 6      | Grand Prix Koreje         | 2011, 2012, 2013             |             |
| 7      | Grand Prix Indie          | 2011, 2012, 2013             |             |
| 8      | Grand Prix Abú Zabí       | 2009, 2010, 2013             |             |
| 9      | Grand Prix Brazílie       | 2010, 2013, 2017             |             |
| 10     | Grand Prix Austrálie      | 2011, 2017, 2018             |             |
| 11     | Grand Prix Belgie         | 2011, 2013, 2018             |             |
| 12     | Grand Prix Evropy         | 2010, 2011                   | 2           |
| 13     | Grand Prix Monaka         | 2011, 2017                   |             |
| 14     | Grand Prix Maďarska       | 2015, 2017                   |             |
| 15     | Grand Prix Kanady         | 2013, 2018                   |             |
| 16     | Grand Prix Velké Británie | 2009, 2018                   |             |
| 17     | Grand Prix Číny           | 2009                         | 1           |
| 18     | Grand Prix Turecka        | 2011                         |             |
| 19     | Grand Prix Španělska      | 2011                         |             |
| 20     | Grand Prix Německa        | 2013                         |             |
| 21     | Grand Prix USA            | 2013                         |             |
| Zdroj: |                           |                              |             |

### Podle jednotlivých okruhů
| Počet  | Okruh                          | Roky                         | Počet výher |
| ------ | ------------------------------ | ---------------------------- | ----------- |
| 1      | Marina Bay                     | 2011, 2012, 2013, 2015, 2019 | 5           |
| 1      | Suzuka Circuit                 | 2009, 2010, 2012, 2013       | 4           |
| 2      | Sepang International Circuit   | 2010, 2011, 2013, 2015       |             |
| 4      | Bahrain International Circuit  | 2012, 2013, 2017, 2018       |             |
| 5      | Autodromo Nazionale Monza      | 2008, 2011, 2013             | 3           |
| 6      | Korean International Circuit   | 2011, 2012, 2013             |             |
| 7      | Buddh International Circuit    | 2011, 2012, 2013             |             |
| 8      | Yas Marina                     | 2009, 2010, 2013             |             |
| 9      | Interlagos                     | 2010, 2013, 2017             |             |
| 10     | Melbourne                      | 2011, 2017, 2018             |             |
| 11     | Circuit de Spa-Francorchamps   | 2011, 2013, 2018             |             |
| 12     | Valencia Street Circuit        | 2010, 2011                   | 2           |
| 13     | Circuit de Monaco              | 2011, 2017                   |             |
| 14     | Hungaroring                    | 2015, 2017                   |             |
| 15     | Circuit Gilles Villeneuve      | 2013, 2018                   |             |
| 16     | Silverstone                    | 2009, 2018                   |             |
| 17     | Shanghai International Circuit | 2009                         | 1           |
| 18     | Istanbul Racing Circuit        | 2011                         |             |
| 19     | Circuit de Catalunya           | 2011                         |             |
| 20     | Nürburgring                    | 2013                         |             |
| 21     | Circuit of the Americas        | 2013                         |             |
| Zdroj: |                                |                              |             |